# Babka niebieskożółta
Babka niebieskożółta (Lesueurigobius suerii) - gatunek ryby z rodziny babkowatych. Bywa hodowana w akwariach.

## Występowanie
Maroko, Wyspy Kanaryjskie oraz Morze Śródziemne.
Zazwyczaj żyje przy brzegu na głębokości do 230 m, choć we wsch. Morzu Jońskim występuje do głębokości 322 - 337 m.

## Cechy morfologiczne
Dorasta do 5–6 cm długości.

## Rozród
Trze się od VI do XI.